# An der Zinkhütte
An der Zinkhütte ist ein Ortsteil im Stadtteil Heidkamp von Bergisch Gladbach.

## Geschichte
Der Name An der Zinkhütte nimmt Bezug auf die ehemalige Bensberg-Gladbacher Zinkhütte, die hier 1853 errichtet wurde. Sie war bis 1931 in Betrieb. In den folgenden Jahren entwickelte sich auf dem alten Gelände der Zinkhütte ein größeres Gewerbegebiet. Unter anderem hat hier Krüger seinen Firmensitz.